# Liste des polices secrètes

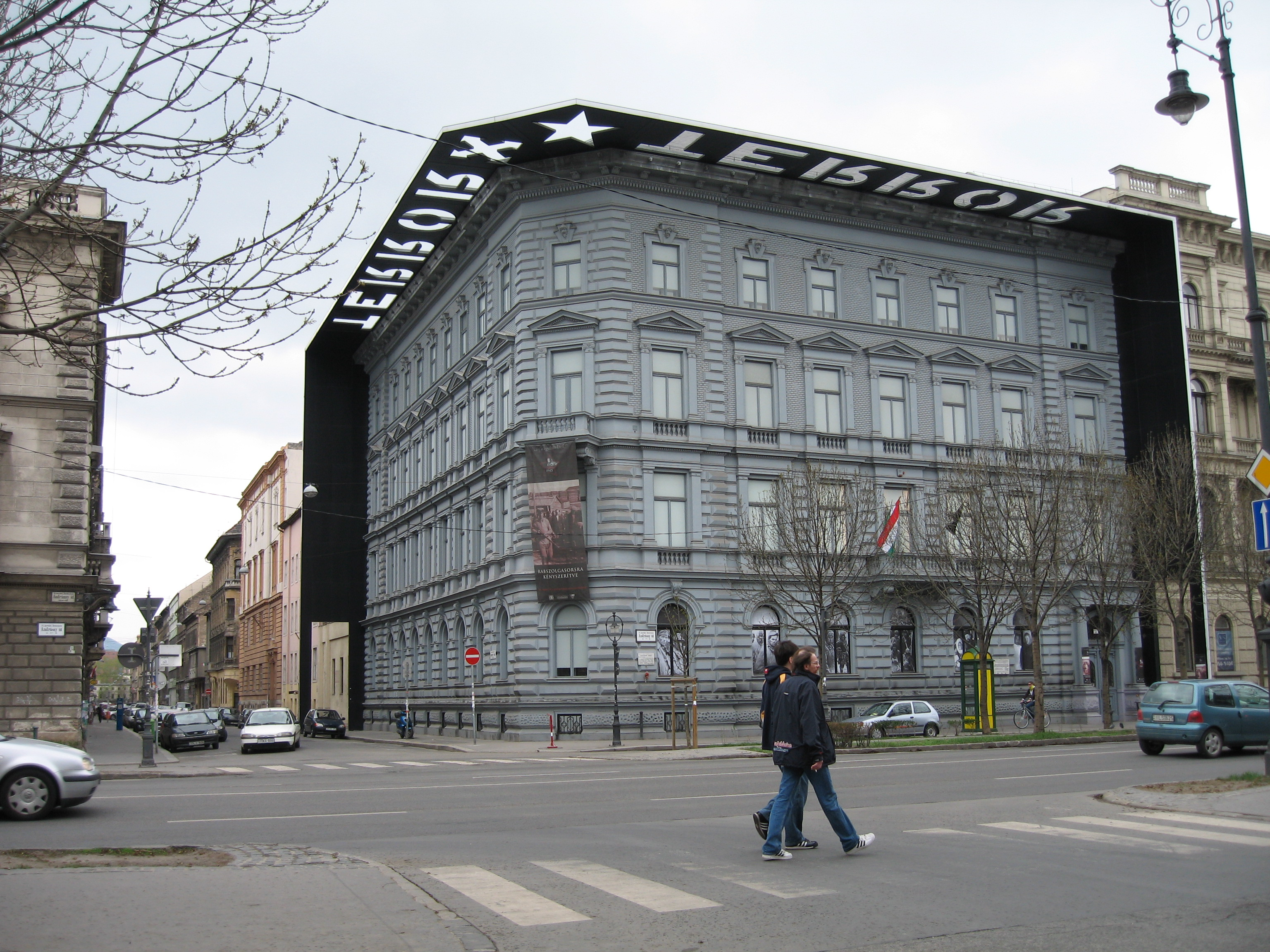
QG de la police secrète hongroise - actuellement la Maison de la terreur.

Voici une liste  des polices secrètes. Dans cette liste, des sources réputées, accompagnées de citations pertinentes, affirment que les organisations répertoriées sur cette liste sont des services de polices secrètes.
Note : le statut de polices secrètes de beaucoup de ces agences est sujet à débat.

## Agences par pays
Algérie
- Bureaux de sécurité et de prévoyance

Allemagne
- Bundesnachrichtendienst (Service Fédéral des Renseignements)

Arabie saoudite
- General Investigation Directorate (Mabahith) (arabe : المباحث العامة, al-Mabāḥiṯ al-ʿĀmmah) [1],[2]

Bahreïn
- The Bahrain Intelligence Agency (جهاز الأمن الوطني)(جهاز الأمن الوطني)[3]

Biélorussie
- KGB (Камітэт дзяржаўнай бяспекі, КДБ Kamitet Dziaržaǔnaj Biaspieki, KDB, Комитет государственной безопасности, КГБ Komitet Gosudarstvennoy Bezopasnosti, KGB)[4],[5],[6],[7]

Cameroun
- Direction Générale de la Recherche Exterieure (DGRE)[8]

République populaire de Chine
- Bureau 610

Ministère de la Sécurité de l'État,,
Corée du Nord
- Ministère de la sécurité d'État (Corée du Nord) (국가안전보위부 et Gukga anjeon bowibu)[12],[13],[14]

Côte d'Ivoire
- Unité présidentielle de Renseignement

Djibouti
- Brigade Spéciale de Recherche de la Gendarmerie
- Service de Documentation et de Sécurité

Égypte
- Service de renseignement général égyptien (arabe : جهاز المخابرات العامة Gihaz El Mukhabarat El ‘Amma)[15],[16],[17]
Homeland Security (Egypt) (en) (قطاع الأمن الوطني Ketaʿ El Amn El Watani)[18],[19]

Éthiopie
- Département Révolutionnaire Centrale des Renseignements

France
- Direction Générale de la Sécurité Intérieure (DGSI)
- Direction Nationale du Renseignement territorial (DNRT)

Gambie
- Agence Nationale des Renseignements

Ghana
- Bureaux National des Renseignements

Irak
- Mudiriyat al-Amn al-Amma (Direction Générale de la Sécurité)

Irlande (pays)|Irlande
- Service Secret
- G2

Iran
- Ministère des Renseignements et de la Sécurité nationale (Auparavant, connu sous le nom de SAVAMA pour une courte période après la révolution iranienne) (persan : وِزارَتِ اِطّلاعات جُمهوریِ اِسلامیِ ایران, Vezarat-e Ettela'at Jomhuri-ye Eslami-ye Iran)[20],[21],[22],[23],[24]

Jordanie
- Dairat al-Mukhabarat al-Ammah (arabe : دائرة المخابرات العامة)[25],[26],[27],[28],[29]

|}
Kazakhstan
- Comité de sécurité nationale de la République du Kazakhstan (en) (kazakh : Қазақстан Республикасы Ұлттық Қауіпсіздік Комитеті, russe : Комитет Национальной Безопасности Республики Казахстан)[30],[31]

Maldives
- Service National de la Sécurité

Nigeria
- State Security Service[32],[33],[34],[35],[36],[37]

Ouganda
- Organisation de la Sécurité Intérieur

Ouzbékistan
- Service national de la Sécurité (ouzbek : Milliy Xavfsizlik Xizmati, russe : Служба национальной безопасности)[38],[39],[40]

Russie
- Service fédéral de sécurité de la fédération de Russie (Федеральная служба безопасности Российской Федерации)[41],[42],[43],[44],[45],[46],[47],[48],[49]

République centrafricaine
- USP

République démocratique du Congo
- Détection Militaire des Activités Anti-Patrie
- Agence Nationale de Documentation

République du Congo
- Direction Générale de la Sécurité d'État

Soudan
- National Intelligence and Security Service (arabe : جهاز الأمن والمخابرات الوطني السوداني, Jihaaz Al Amn Al Watani Wal Mukhaabaraat)[50],[51]

Syrie
- Service de renseignement de l'armée de l'air (arabe : إدارة المخابرات الجوية, Idarat al-Mukhabarat al-Jawiyya)[52],[53],[54],[55],[56],[57]
Direction générale de la Sécurité (arabe : إدارة الأمن العام, Idarat al-Amn al-Amm)[52],[58],[56]
Direction de l'Intelligence militaire (arabe : شعبة المخابرات العسكرية, Shu'bat al-Mukhabarat al-'Askariyya)[52],[53],[56]
Idarat al-Amn al-Siyasi (arabe : إدارة الأمن السياسي, Idarat al-Amn al-Siyasi)[52],[56]

Tadjikistan
- State Committee of National Security[59],[60]

Taïwan
- Taiwan Garrison Command

Tchad
- Agence nationale de sécurité

Turkménistan
- Ministry for National Security (Turkmenistan) (en) (turkmène : Türkmenistanyň Milli howpsuzlyk ministrilgi)[61],[62]

Ukraine
- Sluzhba Bezpeky Ukrayiny (Service Secret Ukrainien )

Venezuela
- Servicio Bolivariano de Inteligencia Nacional[63],[64],[65],[66],[67],[68]

Zimbabwe
- Central Intelligence Organization[69],[70],[71],[72],[73]

## Voir également
- Liste des agences de renseignement
- Agence de renseignement
- Ligue de la Cour Sainte (Vehmgericht)
- Police
- PRISM (programme de surveillance)
- Police secrète
- Service secret
- Chambre étoilée
- Surveillance